# Fußball-Club Bayern München 2020-2021
Questa voce raccoglie le informazioni riguardanti il Fußball-Club Bayern München nelle competizioni ufficiali della stagione 2020-2021.

## Stagione
La stagione si apre con le vittorie della Supercoppa UEFA e della Supercoppa di Germania, mentre nel febbraio 2021 il club si aggiudica per la seconda volta la Coppa del mondo per club, completando il sextuple (riuscito in precedenza solo al Barcellona nel 2009). In Coppa di Germania e in Champions League arrivano due eliminazioni, rispettivamente al secondo turno e ai quarti di finale. A fine stagione la squadra conquista il suo trentunesimo titolo nazionale, nonché il nono consecutivo (record nei cinque maggiori campionati europei, alla pari della Juventus).

## Maglie e sponsor
|  | Casa | Trasferta | Terza divisa | Quarta divisa |

## Organigramma societario
ORGANI DI AMMINISTRAZIONE E CONTROLLO
Consiglio di amministrazione
- Presidente: Herbert Hainer
- Presidente onorario: Uli Hoeneß
- Vicepresidenti: Prof. Dr. Dieter Mayer, Walter Mennekes
- Chief Football Officers: Rupert Stadler, Herbert Hainer
- Chief Revenue Officers: Prof. Dr. Dieter Mayer, Dr. Edmund Stoiber, Timotheus Höttges
- Chief Financial Officers: Andreas Jung, Jörg Wacker, Helmut Markwort
- Amministratore delegato: Karl-Heinz Rummenigge
- Vice-amministratore delegato: Jan-Christian Dreesen
- Consiglieri d'amministrazione: Oliver Kahn, Jörg Wacker

AREE E MANAGEMENT
Area gestione aziendale
- Kit Manager: Lawrence Aimable
- Collaboratore rapporti internazionali: Matthias Brosamer
- Rappresentanti club: Bixente Lizarazu, Giovane Élber, Hans Pflügler
- Direttore media e comunicazione: Stefan Mennerich
- Direttore comitato direttivo: Herbert Hainer

Area comunicazione
- Responsabile area tifosi: Raimond Aumann
- Direttore marketing e distribuzione: Kürsad Bostan
- Annunciatore: Stephan Lehmann

Area sportiva
- Direttore sportivo: Hasan Salihamidžić
- Team Manager: Kathleen Krüger

Area tecnica
Staff tecnico
- Allenatore: Hans-Dieter Flick
- Allenatore in seconda: Miroslav Klose
- Collaboratori tecnici: Hermann Gerland, Danny Röhl
- Preparatori dei portieri: Toni Tapalović, Tom Starke

Preparatori atletici
- Responsabile prep. atletica: Dr. Holger Broich
- Preparatori atletici: Simon Martinello, Peter Schlösser, Thomas Wilhelmi

Match Analysis
- Direttore area scouting: Marco Neppe
- Head of International Relations and Scouting: Johannes Mösmang
- Capo osservatore: Laurent Busser
- Osservatori: Wolfgang Grobe, Dirk Anders, Franz-Josef Reckels, Oliver Rathenow

Staff medico
- Medico sociale: Dr. Hans-Wilhelm Müller-Wohlfahrt
- Fisioterapisti: Gianni Bianchi, Florian Brandner, Gerry Hoffmann, Christian Huhn, Stephan Weickert

## Rosa

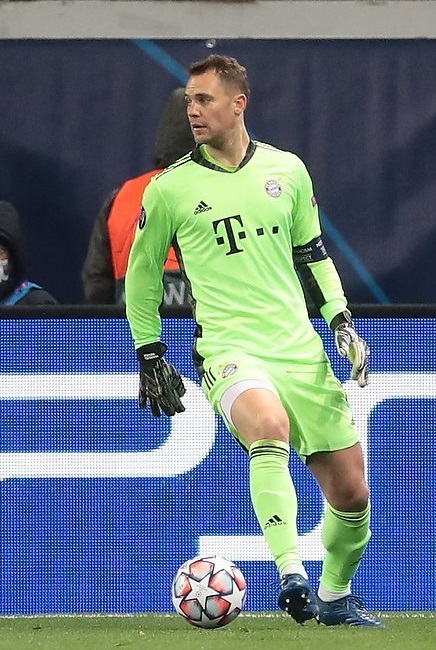
Manuel Neuer, il capitano del Bayern Monaco

Rosa aggiornata al'11 febbraio 2021.
| N. |                        | Ruolo | Calciatore               |
| -- | ---------------------- | ----- | ------------------------ |
| 1  | Germania (bandiera)    | P     | Manuel Neuer (capitano)  |
| 4  | Germania (bandiera)    | D     | Niklas Süle              |
| 5  | Francia (bandiera)     | D     | Benjamin Pavard          |
| 6  | Germania (bandiera)    | C     | Joshua Kimmich           |
| 7  | Germania (bandiera)    | A     | Serge Gnabry             |
| 8  | Spagna (bandiera)      | C     | Javi Martínez            |
| 9  | Polonia (bandiera)     | A     | Robert Lewandowski       |
| 10 | Germania (bandiera)    | A     | Leroy Sané               |
| 11 | Francia (bandiera)     | C     | Mickaël Cuisance         |
| 11 | Brasile (bandiera)     | A     | Douglas Costa            |
| 13 | Camerun (bandiera)     | A     | Eric Maxim Choupo-Moting |
| 14 | Paesi Bassi (bandiera) | A     | Joshua Zirkzee           |
| 15 | Germania (bandiera)    | A     | Jann-Fiete Arp           |
| 16 | Germania (bandiera)    | A     | Leon Dajaku              |
| 17 | Germania (bandiera)    | D     | Jérôme Boateng           |
| 18 | Germania (bandiera)    | C     | Leon Goretzka            |
| 19 | Canada (bandiera)      | D     | Alphonso Davies          |
| 20 | Francia (bandiera)     | D     | Bouna Sarr               |
| 21 | Francia (bandiera)     | D     | Lucas Hernández          |
| 22 | Spagna (bandiera)      | C     | Marc Roca                |

| N. |                        | Ruolo | Calciatore                    |
| -- | ---------------------- | ----- | ----------------------------- |
| 23 | Francia (bandiera)     | D     | Tanguy Nianzou                |
| 24 | Francia (bandiera)     | C     | Corentin Tolisso              |
| 25 | Germania (bandiera)    | A     | Thomas Müller (vice-capitano) |
| 26 | Germania (bandiera)    | P     | Sven Ulreich                  |
| 27 | Austria (bandiera)     | D     | David Alaba                   |
| 28 | Portogallo (bandiera)  | C     | Tiago Dantas                  |
| 29 | Francia (bandiera)     | A     | Kingsley Coman                |
| 30 | Germania (bandiera)    | C     | Adrian Fein                   |
| 34 | Germania (bandiera)    | A     | Oliver Batista Meier          |
| 34 | Germania (bandiera)    | P     | Lukas Schbeller               |
| 35 | Germania (bandiera)    | P     | Alexander Nübel               |
| 36 | Germania (bandiera)    | C     | Angelo Stiller                |
| 38 | Lettonia (bandiera)    | C     | Daniels Ontužāns              |
| 39 | Germania (bandiera)    | P     | Ron-Thorben Hoffmann          |
| 41 | Stati Uniti (bandiera) | D     | Chris Richards                |
| 42 | Inghilterra (bandiera) | C     | Jamal Musiala                 |
| 43 | Germania (bandiera)    | D     | Bright Arrey-Mbi              |
| 45 | Germania (bandiera)    | P     | Christian Früchtl             |
| 47 | Germania (bandiera)    | A     | Armindo Sieb                  |

## Calciomercato

### Sessione estiva (dall'1/9 al 5/10)
| Acquisti         | Acquisti                 | Acquisti            | Acquisti              |
| R.               | Nome                     | da                  | Modalità              |
| ---------------- | ------------------------ | ------------------- | --------------------- |
| P                | Alexander Nübel          | Schalke 04          | definitivo (0 mln €)  |
| D                | Tanguy Nianzou           | Paris Saint-Germain | definitivo (0 mln €)  |
| C                | Adrian Fein              | Amburgo             | fine prestito         |
| A                | Leroy Sané               | Manchester City     | definitivo (50 mln €) |
| C                | Douglas Costa            | Juventus            | prestito              |
| C                | Marc Roca                | Espanyol            | definitivo (9 mln €)  |
| D                | Bouna Sarr               | Olympique Marsiglia | definitivo (10 mln €) |
| A                | Eric Maxim Choupo-Moting | Paris Saint-Germain | definitivo (gratuito) |
| Altre operazioni |                          |                     |                       |
| P                | Christian Früchtl        | Norimberga          | prestito              |

| Cessioni         | Cessioni          | Cessioni            | Cessioni              |
| R.               | Nome              | a                   | Modalità              |
| ---------------- | ----------------- | ------------------- | --------------------- |
| D                | Álvaro Odriozola  | Real Madrid         | fine prestito         |
| C                | Thiago Alcántara  | Liverpool           | definitivo (30 mln €) |
| A                | Philippe Coutinho | Barcellona          | fine prestito         |
| A                | Ivan Perišić      | Inter               | fine prestito         |
| P                | Sven Ulreich      | Amburgo             | definitivo (2 mln €)  |
| C                | Mickaël Cuisance  | Olympique Marsiglia | prestito              |
| Altre operazioni |                   |                     |                       |
| D                | Lars Lukas Mai    | Darmstadt           | prestito              |
| C                | Sarpreet Singh    | Norimberga          | prestito              |

### Sessione invernale (dall'4/1 al 1/2)
| Acquisti | Acquisti | Acquisti | Acquisti |
| R.       | Nome     | da       | Modalità |
| -------- | -------- | -------- | -------- |

| Cessioni | Cessioni       | Cessioni      | Cessioni |
| R.       | Nome           | a             | Modalità |
| -------- | -------------- | ------------- | -------- |
| A        | Joshua Zirkzee | Parma         | prestito |
| C        | Chris Richards | Hoffenheim    | prestito |
| A        | Leon Dajaku    | Union Berlino | prestito |

## Risultati

### Bundesliga

#### Girone di andata
| Arbitro: | Zwayer |

|                                                                                  |           |  |
| Gnabry 4’, 47’, 59’ Goretzka 19’ Lewandowski 31’ Müller 69’ Sané 71’ Musiala 81’ | Marcatori |  |

| Arbitro: | Brand |

|                                                    |           |             |
| Bičakčić 16’ Dabbur 24’ Kramarić 77’, 90+2’ (rig.) | Marcatori | 36’ Kimmich |

| Arbitro: | Cortus |

|                                        |           |                                   |
| Lewandowski 40’, 51’, 85’ 90+3’ (rig.) | Marcatori | 59’ Córdoba 71’ Cunha 88’ Ngankam |

| Arbitro: | Siebert |

|          |           |                                       |
| Doan 58’ | Marcatori | 8’, 51’ Müller 25’, 45+1’ Lewandowski |

| Arbitro: | Schmidt |

|                                                |           |  |
| Lewandowski 10’, 26’, 61’ Sané 72’ Musiala 90’ | Marcatori |  |

| Arbitro: | Willenborg |

|             |           |                                |
| Drexler 82’ | Marcatori | 13’ (rig.) Müller 45+1’ Gnabry |

| Arbitro: | Gräfe |

|                     |           |                                      |
| Reus 45’ Håland 83’ | Marcatori | 45+4’ Alana 48’ Lewandowski 80’ Sané |

| Arbitro: | Winkmann |

|           |           |               |
| Coman 62’ | Marcatori | 45’ Eggestein |

| Arbitro: | Osmers |

|               |           |                                       |
| Coulibaly 20’ | Marcatori | 38’ Coman 45+1’ Lewandowski 87’ Costa |

| Arbitro: | Siebert |

|                             |           |                                      |
| Musiala 30’ Müller 34’, 75’ | Marcatori | 19’ Nkunku 36’ Kluivert 38’ Forsberg |

| Arbitro: | Dankert |

|           |           |                 |
| Prömel 4’ | Marcatori | 68’ Lewandowski |

| Arbitro: | Fritz |

|                        |           |            |
| Lewandowski 45+1’, 50’ | Marcatori | 5’ Philipp |

| Arbitro: | Zwayer |

|            |           |                        |
| Schick 14’ | Marcatori | 43’, 90+3’ Lewandowski |

| Arbitro: | Schmidt |

|                                                           |           |                        |
| Kimmich 50’ Sané 55’ Süle 70’ Lewandowski 76’ (rig.), 83’ | Marcatori | 32’ Burkhardt 40’ Hack |

| Arbitro: | Osmers |

|                              |           |                                     |
| Hofmann 36’, 45’ Neuhaus 49’ | Marcatori | 20’ (rig.) Lewandowski 26’ Goretzka |

| Arbitro: | Dingert |

|                           |           |              |
| Lewandowski 7’ Müller 74’ | Marcatori | 62’ Petersen |

| Arbitro: | Jöllenbeck |

|  |           |                        |
|  | Marcatori | 13’ (rig.) Lewandowski |

#### Girone di ritorno
| Arbitro: | Stegemann |

|  |           |                                           |
|  | Marcatori | 33’, 88’ Müller 54’ Lewandowski 90’ Alaba |

| Arbitro: | Cortus |

|                                                   |           |              |
| Boateng 32’ Müller 43’ Lewandowski 57’ Gnabry 63’ | Marcatori | 44’ Kramarić |

| Arbitro: | Schröder |

|  |           |           |
|  | Marcatori | 21’ Coman |

| Arbitro: | Badstübner |

|                                        |           |                                |
| Lewandowski 48’ Tolisso 57’ Davies 70’ | Marcatori | 9’ Vlap 37’ Pieper 49’ Gebauer |

| Arbitro: | Stegemann |

|                       |           |                 |
| Kamada 12’ Younes 31’ | Marcatori | 53’ Lewandowski |

| Arbitro: | Petersen |

|                                                        |           |            |
| Choupo Moting 18’ Lewandowski 33’, 65’ Gnabry 82’, 86’ | Marcatori | 49’ Skhiri |

| Arbitro: | Fritz |

|                                               |           |               |
| Lewandowski 26’, 44’ (rig.), 90’ Goretzka 88’ | Marcatori | 2’, 9’ Håland |

| Arbitro: | Gräfe |

|              |           |                                         |
| Füllkrug 86’ | Marcatori | 22’ Goretzka 35’ Gnabry 67’ Lewandowski |

| Arbitro: | Schlager |

|                                      |           |  |
| Lewandowski 13’, 23’, 39’ Gnabry 22’ | Marcatori |  |

| Arbitro: | Siebert |

|  |           |              |
|  | Marcatori | 38’ Goretzka |

| Arbitro: | Stieler |

|             |           |                |
| Musiala 68’ | Marcatori | 86’ Ingvartsen |

| Arbitro: | Zwayer |

|                          |           |                                    |
| Weghorst 35’ Philipp 54’ | Marcatori | 15’, 37’ Musiala 24’ Choupo-Moting |

| Arbitro: | Winkmann |

|                              |           |  |
| Choupo-Moting 7’ Kimmich 13’ | Marcatori |  |

| Arbitro: | Osmers |

|                         |           |                   |
| Burkardt 3’ Quaison 37’ | Marcatori | 90+4’ Lewandowski |

| Arbitro: | Stieler |

|                                                               |           |  |
| Lewandowski 2’, 34’, 66’ (rig.) Müller 23’ Coman 44’ Sané 86’ | Marcatori |  |

| Arbitro: | Badstübner |

|                      |           |                          |
| Gilde 29’ Günter 81’ | Marcatori | 26’ Lewandowski 53’ Sané |

| Arbitro: | Schmidt |

|                                                                       |           |                            |
| Gouweleeuw 9’ (aut.) Gnabry 23’ Kimmich 33’ Coman 43’ Lewandowski 90’ | Marcatori | 67’ Hahn 72’ Niederlechner |

### Coppa di Germania
| Arbitro: | Jöllenbeck |

|  |           |                                   |
|  | Marcatori | 24’, 75’ Choupo-Moting 36’ Müller |

| Arbitro: | Schröder |

|                                         |                      |                                             |
| Bartels 37’ Wahl 90+5’                  | Marcatori            | 14’ Gnabry 48’ Sané                         |
| Wahl Arslan Serra Lee Hauptmann Barteld | Tiri di rigore 6 – 5 | Lewandowski Kimmich Müller Alaba Costa Roca |

### UEFA Champions League

#### Fase a gironi
| Arbitro: | Oliver |

|                                         |           |  |
| Coman 28’, 72’ Goretzka 41’ Tolisso 66’ | Marcatori |  |

| Arbitro: | Kovács |

|              |           |                          |
| Mirančuk 70’ | Marcatori | 13’ Goretzka 79’ Kimmich |

| Arbitro: | Makkelie |

|                        |           |                                                                                        |
| Berisha 4’ Okugawa 66’ | Marcatori | 21’ (rig.), 88’ Lewandowski 44’ (aut.) Kristensen 79’ Boateng 83’ Sané 90+2’ Hernández |

| Arbitro: | Grinfeld |

|                                    |           |             |
| Lewandowski 43’ Coman 52’ Sané 68’ | Marcatori | 73’ Berisha |

| Arbitro: | Turpin |

|                |           |                   |
| João Félix 26’ | Marcatori | 86’ (rig.) Müller |

| Arbitro: | Schärer |

|                            |           |  |
| Süle 63’ Choupo-Moting 80’ | Marcatori |  |

#### Fase ad eliminazione diretta
| Arbitro: | Grinfeld |

|            |           |                                                       |
| Correa 49’ | Marcatori | 9’ Lewandowski 24’ Musiala 42’ Sané 47’ (aut.) Acerbi |

| Arbitro: | Kovács |

|                                          |           |            |
| Lewandowski 33’ (rig.) Choupo-Moting 73’ | Marcatori | 82’ Parolo |

| Arbitro: | Mateu Lahoz |

|                              |           |                               |
| Choupo-Moting 37’ Müller 60’ | Marcatori | 3’, 68’ Mbappé 28’ Marquinhos |

| Arbitro: | Orsato |

|  |           |                   |
|  | Marcatori | 40’ Choupo-Moting |

### Supercoppa di Germania
| Arbitro: | Steinhaus (Langenhagen) |

|                                    |           |                        |
| Tolisso 18’ Müller 32’ Kimmich 82’ | Marcatori | 39’ Brandt 55’ Haaland |

### Supercoppa UEFA
| Arbitro: | Taylor |

|                            |           |                    |
| Goretzka 34’ Martínez 104’ | Marcatori | 13’ (rig.) Ocampos |

### Coppa del mondo per club
| Arbitro: | Abdulla Hassan |

|  |           |                      |
|  | Marcatori | 17’, 86’ Lewandowski |

| Arbitro: | Ostojich |

|            |           |  |
| Pavard 49’ | Marcatori |  |

## Statistiche

### Statistiche di squadra
Statistiche aggiornate al 22 maggio 2021.
| Competizione             | Punti | In casa | In casa | In casa | In casa | In casa | In casa | In trasferta | In trasferta | In trasferta | In trasferta | In trasferta | In trasferta | Totale | Totale | Totale | Totale | Totale | Totale | DR  |
| Competizione             | Punti | G       | V       | N       | P       | Gf      | Gs      | G            | V            | N            | P            | Gf           | Gs           | G      | V      | N      | P      | Gf     | Gs     | DR  |
| ------------------------ | ----- | ------- | ------- | ------- | ------- | ------- | ------- | ------------ | ------------ | ------------ | ------------ | ------------ | ------------ | ------ | ------ | ------ | ------ | ------ | ------ | --- |
| Bundesliga               | 78    | 17      | 13      | 4       | 0       | 64      | 21      | 17           | 11           | 2            | 4            | 35           | 23           | 34     | 24     | 6      | 4      | 99     | 44     | +55 |
| Coppa di Germania        | -     | 0       | 0       | 0       | 0       | 0       | 0       | 2            | 1            | 1            | 0            | 5            | 2            | 2      | 1      | 1      | 0      | 5      | 2      | +3  |
| Champions League         | 16    | 5       | 4       | 0       | 1       | 13      | 5       | 5            | 4            | 1            | 0            | 14           | 5            | 10     | 8      | 1      | 1      | 27     | 10     | +17 |
| Supercoppa di Germania   | -     | 1       | 1       | 0       | 0       | 3       | 2       | 0            | 0            | 0            | 0            | 0            | 0            | 1      | 1      | 0      | 0      | 3      | 2      | +1  |
| Supercoppa UEFA          | -     | 0       | 0       | 0       | 0       | 0       | 0       | 0            | 0            | 0            | 0            | 0            | 0            | 1      | 1      | 0      | 0      | 2      | 1      | +1  |
| Coppa del mondo per club | -     | 0       | 0       | 0       | 0       | 0       | 0       | 0            | 0            | 0            | 0            | 0            | 0            | 2      | 2      | 0      | 0      | 3      | 0      | +3  |
| Totale                   | -     | 23      | 18      | 4       | 1       | 80      | 28      | 24           | 16           | 4            | 4            | 54           | 30           | 50     | 37     | 8      | 5      | 139    | 59     | +80 |

### Andamento in campionato
| Giornata  | 1 | 2 | 3 | 4 | 5 | 6 | 7 | 8 | 9 | 10 | 11 | 12 | 13 | 14 | 15 | 16 | 17 | 18 | 19 | 20 | 21 | 22 | 23 | 24 | 25 | 26 | 27 | 28 | 29 | 30 | 31 | 32 | 33 | 34 |
| --------- | - | - | - | - | - | - | - | - | - | -- | -- | -- | -- | -- | -- | -- | -- | -- | -- | -- | -- | -- | -- | -- | -- | -- | -- | -- | -- | -- | -- | -- | -- | -- |
| Luogo     | C | T | C | T | C | T | T | C | T | C  | T  | C  | T  | C  | T  | C  | T  | T  | C  | T  | C  | T  | C  | C  | T  | C  | T  | C  | T  | C  | T  | C  | T  | C  |
| Risultato | V | P | V | V | V | V | V | N | V | N  | N  | V  | V  | V  | P  | V  | V  | V  | V  | V  | N  | P  | V  | V  | V  | V  | V  | N  | V  | V  | P  | V  | N  | V  |
| Posizione | 1 | 7 | 4 | 2 | 2 | 1 | 1 | 1 | 1 | 1  | 2  | 2  | 1  | 1  | 1  | 1  | 1  | 1  | 1  | 1  | 1  | 1  | 1  | 1  | 1  | 1  | 1  | 1  | 1  | 1  | 1  | 1  | 1  | 1  |

Legenda:

Luogo: C = Casa; T = Trasferta. Risultato: V = Vittoria; N = Pareggio; P = Sconfitta.

### Statistiche dei giocatori
Sono in corsivo i calciatori che hanno lasciato la società a stagione in corso.
| Giocatore        | Bundesliga | Bundesliga | Bundesliga  | Bundesliga | DFB-Pokal | DFB-Pokal | DFB-Pokal   | DFB-Pokal  | Champions League | Champions League | Champions League | Champions League | Altro    | Altro | Altro       | Altro      | Totale   | Totale | Totale      | Totale     |
| Giocatore        | Presenze   | Reti       | Ammonizioni | Espulsioni | Presenze  | Reti      | Ammonizioni | Espulsioni | Presenze         | Reti             | Ammonizioni      | Espulsioni       | Presenze | Reti  | Ammonizioni | Espulsioni | Presenze | Reti   | Ammonizioni | Espulsioni |
| ---------------- | ---------- | ---------- | ----------- | ---------- | --------- | --------- | ----------- | ---------- | ---------------- | ---------------- | ---------------- | ---------------- | -------- | ----- | ----------- | ---------- | -------- | ------ | ----------- | ---------- |
| D. Alaba         | 32         | 2          | 4           | 0          | 1         | 0         | 0           | 0          | 9                | 0                | 2                | 0                | 3        | 0     | 1           | 0          | 45       | 2      | 7           | 0          |
| J. Arp           | -          | -          | -           | -          | 1         | 0         | 0           | 0          | -                | -                | -                | -                | -        | -     | -           | -          | 1        | 0      | 0           | 0          |
| B. Arrey-Mbi     | -          | -          | -           | -          | -         | -         | -           | -          | 1                | 0                | 0                | 0                | -        | -     | -           | -          | 1        | 0      | 0           | 0          |
| J. Boateng       | 29         | 1          | 7           | 0          | 1         | 0         | 0           | 0          | 7                | 1                | 2                | 0                | 2        | 0     | 0           | 0          | 39       | 2      | 9           | 0          |
| E. Choupo-Moting | 22         | 3          | 2           | 0          | 1         | 2         | 0           | 0          | 7                | 4                | 1                | 0                | 2        | 0     | 0           | 0          | 32       | 9      | 3           | 0          |
| K. Coman         | 29         | 5          | 1           | 0          | -         | -         | -           | -          | 7                | 3                | 1                | 0                | 3        | 0     | 0           | 0          | 39       | 8      | 2           | 0          |
| D. Costa         | 11         | 1          | 0           | 0          | 2         | 0         | 0           | 0          | 6                | 0                | 0                | 0                | 1        | 0     | 0           | 0          | 20       | 1      | 0           | 0          |
| M. Cuisance      | 1          | 0          | 0           | 0          | -         | -         | -           | -          | -                | -                | -                | -                | -        | -     | -           | -          | 1        | 0      | 0           | 0          |
| L. Dajaku        | -          | -          | -           | -          | 1         | 0         | 0           | 0          | -                | -                | -                | -                | -        | -     | -           | -          | 1        | 0      | 0           | 0          |
| A. Davies        | 23         | 1          | 2           | 1          | 2         | 0         | 0           | 0          | 6                | 0                | 0                | 0                | 4        | 0     | 0           | 0          | 35       | 1      | 2           | 1          |
| T. Dantas        | 2          | 0          | 0           | 0          | -         | -         | -           | -          | -                | -                | -                | -                | -        | -     | -           | -          | 2        | 0      | 0           | 0          |
| A. Fein          | -          | -          | -           | -          | -         | -         | -           | -          | -                | -                | -                | -                | -        | -     | -           | -          | -        | -      | -           | -          |
| S. Gnabry        | 27         | 10         | 4           | 0          | 1         | 1         | 0           | 0          | 6                | 0                | 1                | 0                | 4        | 0     | 0           | 0          | 38       | 11     | 5           | 0          |
| L. Goretzka      | 24         | 5          | 2           | 0          | -         | -         | -           | -          | 7                | 2                | 1                | 0                | 1        | 1     | 0           | 0          | 32       | 8      | 3           | 0          |
| L. Hernandez     | 23         | 0          | 4           | 0          | 1         | 0         | 0           | 0          | 10               | 1                | 2                | 0                | 3        | 0     | 2           | 0          | 37       | 1      | 8           | 0          |
| R. Hoffmann      | -          | -          | -           | -          | -         | -         | -           | -          | -                | -                | -                | -                | -        | -     | -           | -          | -        | -      | -           | -          |
| J. Kimmich       | 27         | 4          | 4           | 0          | 1         | 0         | 0           | 0          | 7                | 1                | 2                | 0                | 4        | 1     | 0           | 0          | 39       | 6      | 6           | 0          |
| T. Nianzou       | 6          | 0          | 1           | 1          | -         | -         | -           | -          | -                | -                | -                | -                | -        | -     | -           | -          | 6        | 0      | 1           | 1          |
| R. Lewandowski   | 29         | 41         | 4           | 0          | 1         | 0         | 0           | 0          | 6                | 5                | 0                | 0                | 4        | 2     | 0           | 0          | 40       | 48     | 4           | 0          |
| J. Martínez      | 19         | 0          | 0           | 0          | 1         | 0         | 0           | 0          | 8                | 0                | 0                | 0                | 2        | 1     | 0           | 0          | 30       | 1      | 0           | 0          |
| T. Müller        | 32         | 11         | 0           | 0          | 2         | 1         | 0           | 0          | 9                | 2                | 2                | 0                | 3        | 1     | 0           | 0          | 46       | 15     | 2           | 0          |
| J. Musiala       | 26         | 6          | 0           | 0          | 2         | 0         | 0           | 0          | 6                | 1                | 0                | 0                | 3        | 0     | 0           | 0          | 37       | 7      | 0           | 0          |
| M. Neuer         | 33         | -42        | 1           | 0          | 1         | -2        | 0           | 0          | 8                | -8               | 1                | 0                | 4        | -3    | 0           | 0          | 46       | -55    | 2           | 0          |
| A. Nübel         | 1          | -2         | 0           | 0          | 1         | 0         | 0           | 0          | 2                | -2               | 0                | 0                | -        | -     | -           | -          | 4        | -4     | 0           | 0          |
| D. Ontužāns      | -          | -          | -           | -          | 1         | 0         | 0           | 0          | -                | -                | -                | -                | -        | -     | -           | -          | 1        | 0      | 0           | 0          |
| B. Pavard        | 24         | 0          | 3           | 0          | 1         | 0         | 0           | 0          | 7                | 0                | 1                | 0                | 4        | 1     | 0           | 0          | 36       | 1      | 4           | 0          |
| C. Richards      | 3          | 0          | 0           | 0          | -         | -         | -           | -          | 3                | 0                | 0                | 0                | 1        | 0     | 0           | 0          | 7        | 0      | 0           | 0          |
| M. Roca          | 6          | 0          | 1           | 0          | 2         | 0         | 0           | 0          | 2                | 0                | 2                | 1                | 1        | 0     | 0           | 0          | 11       | 0      | 3           | 1          |
| L. Sané          | 32         | 6          | 2           | 0          | 1         | 1         | 0           | 0          | 8                | 3                | 1                | 0                | 3        | 0     | 0           | 0          | 44       | 10     | 3           | 0          |
| B. Sarr          | 8          | 0          | 1           | 0          | 2         | 0         | 0           | 0          | 4                | 0                | 1                | 0                | -        | -     | -           | -          | 14       | 0      | 2           | 0          |
| C. Scott         | 2          | 0          | 0           | 0          | -         | -         | -           | -          | -                | -                | -                | -                | -        | -     | -           | -          | 2        | 0      | 0           | 0          |
| A. Sieb          | -          | -          | -           | -          | 1         | 0         | 0           | 0          | -                | -                | -                | -                | -        | -     | -           | -          | 1        | 0      | 0           | 0          |
| J. Stanišić      | 1          | 0          | 0           | 0          | -         | -         | -           | -          | -                | -                | -                | -                | -        | -     | -           | -          | 1        | 0      | 0           | 0          |
| A. Stiller       | -          | -          | -           | -          | 1         | 0         | 0           | 0          | 2                | 0                | 0                | 0                | -        | -     | -           | -          | 3        | 0      | 0           | 0          |
| N. Süle          | 20         | 1          | 1           | 0          | 2         | 0         | 1           | 0          | 7                | 1                | 0                | 0                | 4        | 0     | 0           | 0          | 33       | 2      | 2           | 0          |
| C. Tolisso       | 16         | 1          | 1           | 1          | 1         | 0         | 0           | 0          | 3                | 1                | 0                | 0                | 4        | 1     | 0           | 0          | 24       | 3      | 1           | 1          |
| S. Ulreich       | -          | -          | -           | -          | -         | -         | -           | -          | -                | -                | -                | -                | -        | -     | -           | -          | -        | -      | -           | -          |
| J. Zirkzee       | 3          | 0          | 0           | 0          | -         | -         | -           | -          | 1                | 0                | 0                | 0                | 1        | 0     | 0           | 0          | 5        | 0      | 0           | 0          |